# Areca arundinacea
Areca arundinacea är en enhjärtbladig växtart som beskrevs av Odoardo Beccari. Areca arundinacea ingår i släktet Areca och familjen Arecaceae. Inga underarter finns listade i Catalogue of Life.